# (74205) 1998 RS58
(74205) 1998 RS58 – planetoida z pasa głównego asteroid okrążająca Słońce w ciągu 4,33 lat w średniej odległości 2,65 j.a. Odkryta 14 września 1998 roku.